# Adak (Alaska)
Adak (en Unangax̂: Adaax) és un municipi de l'estat d'Alaska, Estats Units, que té 326 habitants (2010). És el municipi més occidental dels Estats Units i la ciutat més meridional d'Alaska. Havia comptat amb una base militar de la Marina dels Estats Units d'Amèrica per vigilància antisubmarina, tancada en 1996. No hi ha estacions de ràdio dins dels 320 quilòmetres més propers a Adak i la ràdio només pot ser rebuda a través dels receptors de satèl·lit o d'ona curta.

## Situació i clima
Adak es troba a la badia de Kuluk, a l'illa d'Adak, una illa del grup de les illes Andreanof, un subgrup de les illes Aleutianes. Es troba 1.930 km al sud-oest d'Anchorage i 724 quilòmetres a l'oest d'Unalaska, prop de la frontera amb Rússia i del final de l'arc que forma aquesta cadena d'illes volcàniques. Des d'Anchorage es triguen unes tres hores de vol en arribar-hi. Adak és la comunitat més meridional d'Alaska, estant localitzada a la mateixa latitud que l'illa de Vancouver, al Canadà, o Brussel·les, a Bèlgica.
D'acord amb el U.S. Census Bureau la ciutat té una superfície total de 329,7 km², dels quals 316,9 km² són de terra ferma i 12,8 km² són d'aigua.
Adak es troba a la zona de Clima atlàntic subpolar, caracteritzat per persistents cels ennuvolats, temperatures moderades, vents forts i freqüents tempestes ciclòniques. Durant l'hivern es produeixen ràfegues de vent que superen els 190 km/h. Durant l'estiu, es formen extenses boires sobre el mar de Bering i el Pacífic Nord. Les temperatures mitjanes varien entre -7 i els 16 °C, però el factor del vent pot fer que la sensació de fred sigui més gran. La precipitació total és de 1.600 mm anuals, sent en forma de neu uns 250 mm, la major part dels quals es fon poc després de la seva caiguda. Amb 263 dies de pluja a l'any, Adak és el segon punt habitat dels Estats Units en aquesta particular classificació, rere Hilo, Hawaii.

## Història i cultura
Les illes Aleutianes van ser històricament ocupades pels unangues, més coneguts com a aleutians. L'illa va ser abandonada a principis del segle xix quan els caçadors de les illes Aleutianes van seguir els caçadors russos cap a l'est, i la fam s'instal·là en el grup de les illes Andreanof. Amb tot, van continuar caçant i pescant pels voltants de l'illa amb el pas dels anys, fins a l'esclat de la Segona Guerra Mundial. En aquell moment l'exèrcit va fer servir l'illa de base per tal de facilitar l'expulsió dels japonesos que havien ocupat les illes de Kiska i Attu. Després de la guerra Adak va créixer gràcies a la instal·lació d'una important base aeronaval que va jugar paper important durant la Guerra Freda com a centre de vigilància submarina. En el màxim apogeu, l'estació va acollir a més de 6.000 membres de la Marina i la Guàrdia Costanera, però el 31 de març de 1997 va tancar, amb la qual cosa bona part dels seus habitants van emigrar cap a altres destinacions i la majoria de botigues i centres d'oci es van veure obligades a tancar portes.
L'illa es va veure afectada per importants terratrèmols el 1957, 1964 i 1977.